# Irma Erixson
Irma Rut Erixson Hjort, född Erixson den 8 juli 1937 i Maria Magdalena församling i Stockholm, är en svensk skådespelare. 
Erixson är dotter till konstnären Sven X:et Erixson och författaren Ingeborg Erixson. Irma Erixson är utbildad vid Calle Flygare Teaterskola 1953–1956 och var engagerad vid Riksteatern 1957–1962, Stockholms stadsteater 1964–1965, Folkteatern i Göteborg 1965–1970, Göteborgs stadsteater 1970–1986 och Borås stadsteater 1986–1989, varefter hon åter knöts till Göteborgs stadsteater.
Hon gjorde sin scendebut som revyartist tillsammans med Arne Källerud vid Nöjeskatten i Stockholm. Hon filmdebuterade 1957 i Göran Genteles Värmlänningarna och har medverkat i ett 30-tal film- och TV-produktioner. 
Hon var 1959–1963 gift med skådespelaren Tommy Johnson (1931–2005) och från 1966 fram till makens död med skådespelaren Folke Hjort (1934–1977).

## Teater

### Roller
| År   | Roll        | Produktion                                        | Regi              | Teater                 |
| ---- | ----------- | ------------------------------------------------- | ----------------- | ---------------------- |
| 1957 |             | Vigseln Nikolai Gogol                             | Anita Blom        | Borås kretsteater      |
| 1957 |             | Mariana Pineda Federico García Lorca              | Åke S. Pettersson | Borås kretsteater      |
| 1958 |             | Järnvattnet i Madrid Lope de Vega                 | Sandro Malmquist  | Riksteatern            |
| 1963 | Medverkande | Vi har fyr för oss, revy Bros. Corp.              | Ragnar Sörman     | Boulevardteatern       |
| 1964 | Dolly       | Tolvskillingsoperan Kurt Weill och Bertolt Brecht | Hans Dahlin       | Stockholms stadsteater |
| 1980 | Varvara     | Fullmakten Nikolaj Erdman                         | Ernst Günther     | Göteborgs stadsteater  |
| 2009 |             | Blodsbröllop Federico García Lorca                |                   | Teater Halland         |

## Filmografi
- 1957 – Värmlänningarna
- 1963 – Adam och Eva
- 1963 – En vacker dag ...
- 1963 – Sten Stensson kommer tillbaka
- 1965 – Bödeln
- 1965 – Kattorna
- 1969 – Friställd (TV-serie)
- 1971 – Hem till byn (TV-serie)
- 1972 – Ett nytt liv (TV-serie)
- 1974 – Förr visste jag precis (TV-serie)
- 1975 – Gyllene år (TV-serie)
- 1976 – De lyckligt lottade (TV-serie)
- 1977 – Lära för livet (TV-serie)
- 1978 – Hedebyborna (TV-serie)
- 1978 – Skyll inte på mig! (TV-serie)
- 1980 – Styv kuling (TV-serie)
- 1981 – Pappa och himlen (TV-film)
- 1981 – Tuppen
- 1982 – Albert & Herbert (TV-serie)
- 1982 – Polisen som vägrade svara (TV-serie)
- 1984 – Polisen som vägrade ge upp (TV-serie)
- 1987 – Svenska hjärtan (TV-serie)
- 1988 – Polisen som vägrade ta semester (TV-serie)
- 1993 – Blank päls och starka tassar (TV-serie)
- 1993 – Polisen och domarmordet (TV-serie)
- 1994 – År av drömmar (TV-serie)
- 1997 – Glappet (TV-serie)
- 1998 – Rena rama Rolf (TV-serie)
- 2001 – Kommissarie Winter (TV-serie)
- 2003 – Solbacken: Avd. E (TV-serie)
- 2003 – Lejontämjaren
- 2004 – Danslärarens återkomst (TV-serie)
- 2007 – Gynekologen i Askim (TV-serie)
- 2015 – Jönssonligan – Den perfekta stöten